# 국립국제미술관

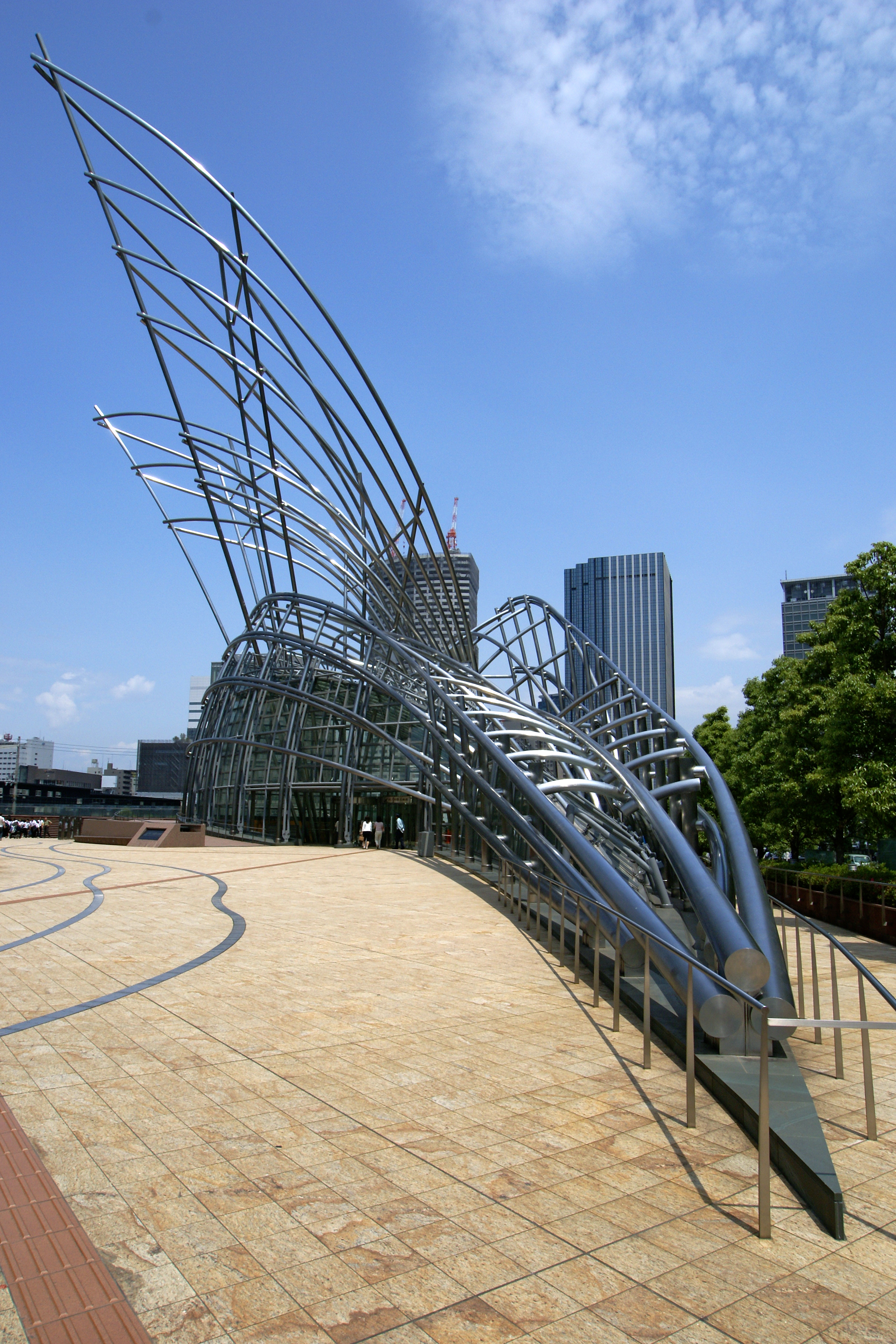
국립국제미술관

국립국제미술관(일본어: 国立国際美術館 고쿠리쓰코쿠사이비쥬쓰칸[*])은 오사카부 오사카시 기타구 나카노시마에 위치한 미술관이다.